# Fülöp-szigeteki verébsólyom
A Fülöp-szigeteki verébsólyom (Microhierax erythrogenys) a madarak osztályának a sólyomalakúak (Falconiformes) rendjébe és a  sólyomfélék (Falconidae) családjába tartozó faj.

## Rendszerezése
A fajt Nicholas Aylward Vigors ír zoológus írta le 1831-ben, a Hierax nembe Hierax erythrogenys néven.

## Alfajai
- Microhierax erythrogenys erythrogenys - Bohol, Cantanduanes, Luzon, Mindoro és Negros szigeteken él
- Microhierax erythrogenys meridionalis[2] - Calicoan, Cebu, Leyte, Mindanao és Samar szigeteken fordul elő

## Előfordulása
Délkelet-Ázsiában, a Fülöp-szigetek területén honos. A természetes élőhelye szubtrópusi vagy trópusi síkvidéki esőerdők. Állandó, nem vonuló faj.

## Megjelenése
Testhossza 15–18 centiméter, szárnyfesztávolsága 32–37 centiméter, testtömege 37–52 gramm.